# Metropolitansko mesto Reggio Calabria
Metropolitansko mesto Reggio Calabria (italijansko città metropolitana di Reggio Calabria) je območje lokalne uprave na ravni metropolitanskega mesta v dežali Kalabrija v Italiji. Obsega ozemlje mesta Reggio di Calabria in 97 drugih občin (comune) v zaledju mesta. Z več kot 600.000 prebivalci je eno glavnih metropolitanskih območij. Leta 2017 je nadomestil pokrajino Reggio Calabria.
Pogorje Aspromonte, ki sestavlja 'prst' italijanskega polotoka v obliki škornja, dominira nad zahodnim delom ozemlja metropolitanskega mesta: s svojo dolgo obalo je poleti priljubljena turistična destinacija.

## Zgodovina
Metropolitansko mesto je bilo ustanovljeno z reformo lokalnih oblasti (zakon 142/1990), nato pa ustanovljeno z zakonom 56/2014.
Metropolitansko mesto Reggio Calabria ustreza ozemlju starodavne province Calabria Ulteriore Prima (znane tudi kot Calabria Ultra Prima ali Calabria Reggina), ustanovljene leta 1817 z delitvijo Calabria Ulteriore na Ulteriore I in Ulteriore II.
Metropolitansko mesto Reggio je bilo v antičnih časih eno najbolj cvetočih središč kulture in moči Magna Graecia, pravzaprav so na ozemlju nastali pomembni polisi, kot so Rhegion, Locri Epizefiri, Kaulon, Medma, Taureanum in Metauros.
Poleg tega so številni slavni ljudje domačini iz metropolitanskega mesta Reggio, med njimi filozof Tommaso Campanella, skladatelj Francesco Cilea, carigrajski arhimandrit Barlaam, mojstra Boccaccio in Petrarca, slavni glasbeniki, kot so Mia Martini, Loredana Bertè, Mino Reitano, slikar in kipar, ki je bil vodja futurističnega gibanja Umber Boccioniju, mednarodnemu umetniku slikarju Niku Spatariju in slovitemu stilistu svetovno znani Gianni Versace, veliki pisci in novinarji, kot so Corrado Alvaro, Leonida Rèpaci in Saverio Strati.

## Vlada
Metropolitansko mesto vodita metropolitanski župan (sindaco metropolitano) in metropolitanski svet (consiglio metropolitano).

## Ozemlje
Zdi se, da je geografijo metropolitanskega mesta glede na ozemeljsko razširjenost 3183 km2 zaznamovala velika raznolikost ozemeljskih, okoljskih in krajinskih značilnosti, ki razlikujejo različna območja med seboj. Metropolitansko mesto je najjužnejša nadobčinska teritorialna enota italijanskega polotoka, predstavlja konico tako imenovanega 'škornja' in je točno v središču Sredozemskega morja; razteza se od obale Tirenskega do Jonskega morja od Rosarna do Punta Stilo v dolžini približno 220 km.
Na ozemlje metropolitanskega mesta Reggio v veliki meri vpliva orografija gorovja Aspromonte, ki ga sestavljajo tri glavna pobočja: jugovzhodno in južno jonsko, za katerega so značilne nizke obale, jugozahodno in severozahodno tirensko, za katerega so značilne visoke obale, ločene od osrednjega dela gorovja.
Aspromonte (1956 m) s svojim narodnim parkom je v celoti vključen v območje Reggio s 37 občinami. Z gore izvirajo številni potoki in reke; najpomembnejše so Amendolea, Calopinace in Torbido. Ob potoku Menta, glavnem pritoku velike reke Amendolea, so nedavno zgradili jez (Diga del Menta). Edina ravnica je a chjàna (Piana di Gioia), na jugu ob Tirenskem morju.
Ozemlje, ki vključuje 28 % kalabrijskega prebivalstva, ima 97 občin; razprostira se na 3183 km2 in zavzema 21,1 % ozemlja Kalabrije.